# 埃尔赛义德·希萨伊
埃尔赛义德·格齐姆·希萨伊（發音：[elseˌid ˈhysaj]；1994年2月2日—），是一名阿爾巴尼亞職業足球員，現時效力意甲球會拉素及阿爾巴尼亞國家足球隊。司職右閘。

## 外部連結
- Soccerway資料庫：埃尔赛义德·希萨伊
- 埃尔赛义德·希萨伊在 National-Football-Teams.com 上的出场纪录